# Ministerstwo Edukacji, Kultury i Sportu (Hiszpania)
Ministerstwo Edukacji, Kultury i Sportu (hiszp. Ministerio de Educación, Cultura y Deporte) – resort odpowiedzialny za edukację, kulturę i sport w Hiszpanii. Do zadań ministerstwa należą: kształtowanie i prowadzenie polityki rządu w dziedzinie edukacji, rozpowszechnianie i ochrona hiszpańskiego dziedzictwa narodowego oraz prowadzenie polityki rządu w ramach sportu. Ministerstwo zostało utworzone 21 grudnia 2011 królewskim dekretem. Od 25 czerwca 2015 ministerem jest Íñigo Méndez de Vigo (2015-2018).